# レグザリンク
レグザリンク (REGZA LINK) とは東芝製のハイビジョン液晶テレビ「REGZA（レグザ）」と対応機器同士をHDMIなどで接続し、レグザのリモコンひとつで接続した外部機器を操作することができるリンク機能の名称である。

## 概要
- 接続した外部機器をあたかも内蔵しているかのような感覚で使えるのが特徴。レグザのリモコンひとつで、接続した各外部機器の基本操作を簡単・手軽に行える。リモコンの「レグザリンク」のボタンを押し画面上に表示されるメニュー画面からやりたい操作を選ぶだけで、接続機器を操作できる。REGZAの商品ラインアップのうち、型番に「Z」がつく機種（ZX・ZH・ZV・Z）ではHDMI連動の他にUSBやLANで接続した機器でもこの機能が使える。
- 2007年秋に発表された最新モデルで初めて採用し、これ以降に発売されている全機種がこの機能に対応している。
- HDMI端子を備えた東芝以外の外部機器も一部の機能を制御することができる。

## レグザリンク対応機種
（詳細は下記）
- CELL REGZA X1シリーズ
- Z1シリーズ
- ZX9500シリーズ
- ZX9000シリーズ
- Z9500シリーズ
- Z9000シリーズ
- ZH8000シリーズ
- ZX8000シリーズ
- Z8000シリーズ
- R1シリーズ
- RE1シリーズ
- RX1シリーズ
- R9000シリーズ
- R1BDPシリーズ
- H1シリーズ
- HE1シリーズ
- H9000シリーズ
- H8000シリーズ
- C8000シリーズ
- A1シリーズ
- A950Sシリーズ
- A9500シリーズ
- A9000シリーズ
- A8000シリーズ
- ZH7000シリーズ
- Z7000シリーズ
- FH7000シリーズ
- H7000シリーズ
- C7000シリーズ
- AV550シリーズ
- ZH500シリーズ・ZV500シリーズ・RH500シリーズ・CV500シリーズ
- Z3500シリーズ・RF350シリーズ・C3500シリーズ・C3800シリーズ・A3500シリーズ

## レグザリンク対応機種品番
- CELL REGZA X1シリーズ：55X1
- Z1シリーズ：55Z1・47Z1・42Z1・37Z1
- ZX9500シリーズ：46ZX9500
- ZX9000シリーズ：55ZX9000
- Z9500シリーズ：37Z9500
- Z9000シリーズ：55Z9000・47Z9000・42Z9000・37Z9000
- ZH8000シリーズ：55ZH8000・47ZH8000
- ZX8000シリーズ：55ZX8000・46ZX8000
- Z8000シリーズ：47Z8000・42Z8000・37Z8000
- R1シリーズ：42R1・37R1・32R1
- RE1シリーズ：55RE1・47RE1・42RE1・37RE1・32RE1（B）（W）・26RE1（B）（W）・22RE1（B）（W）（R）・19RE1（B）（W）（R）

（）内はボディカラーを指す。（B）はブラック、（W）はホワイト、（R）はカッパーローズ。
- RX1シリーズ：32RX1
- R9000シリーズ：52R9000・46R9000・42R9000・40R9000・32R9000・26R9000・22R9000・19R9000
- R1BDPシリーズ：32R1BDP・26R1BDP
- H1シリーズ：37H1・32H1
- HE1シリーズ：26HE1（B）（W）・22HE1（B）（W）（R）・19HE1（B）（W）（R）

（）内はボディカラーを指す。（B）はブラック、（W）はホワイト、（R）はカッパーローズ。
- H9000シリーズ：42H9000・37H9000・32H9000
- H8000シリーズ：42H8000・37H8000・32H8000
- C8000シリーズ：42C8000・37C8000・32C8000
- A1シリーズ：26A1（B）（W）・22A1（B）（W）（P）・19A1（B）（W）（P）

（）内はボディカラーを指す。（B）はブラック、（W）はホワイト、（P）はシャンパンピンク。
- A950Sシリーズ：32A950S
- A900Sシリーズ：32A900S
- A9500シリーズ：40A9500・26A9500・22A9500
- A9000シリーズ：46A9000・32A9000・26A9000
- A8000シリーズ：40A8000（M）・32A8000（M）・26A8000（K）（W）・22A8000（K）（W）（P）・19A8000（K）（W）（P）

（）内は、ボディカラーを指す。（K）はムーンブラック、（W）はルーチューホワイト、（P）はサクラピンク。
- ZH7000シリーズ：52ZH7000・46ZH7000・42ZH7000
- Z7000シリーズ：42Z7000・37Z7000
- FH7000シリーズ：46FH7000・40FH7000
- H7000シリーズ：42H7000・37H7000・32H7000
- C7000シリーズ：42C7000・37C7000・32C7000
- AV550シリーズ：26AV550・22AV550
- ZH500シリーズ：52ZH500・46ZH500
- ZV500シリーズ：42ZV500・37ZV500
- RH500シリーズ：42RH500・37RH500・32RH500
- CV500シリーズ：42CV500・37CV500・32CV500
- Z3500シリーズ：57Z3500・52Z3500・46Z3500・42Z3500・37Z3500
- RF350シリーズ：46RF350（K）・46RF350（R）、40RF350（K）・40RF350（R）・40RF350（W）・40RF350（B）

（）内は、ボディカラーを指す。（K）はエスプレッソブラック、（R）はロセットレッド、（W）はチーニョホワイト、（B）はマリノブルー。エスプレッソブラック以外は受注生産品。
- C3500シリーズ：42C3500・37C3500・32C3500・26C3500
- C3800シリーズ：32C3800
- A3500シリーズ：19A3500

## レグザリンク対応機器（接続確認済み機器）
- LAN HDD（LAN接続）※対応機種：Z・Z1・ZH・ZV・ZXシリーズ
  - アイ・オー・データ機器：HDLP-Gシリーズ、HVL1-Gシリーズ、HDL-GXRシリーズ、HDL-GTRシリーズ、HDL4-Gシリーズ、HDL-GSシリーズ、HDL2-Gシリーズ、HDL4-G/2HDシリーズ☆
  - バッファロー：LS-GL-Rシリーズ※、LS-GLシリーズ☆、LS-HGLシリーズ、LS-WTGL/R1シリーズ☆、LS-WSGL/R1シリーズ、LS-WHGL-R1シリーズ、LS-XHLシリーズ※、LS-CHLシリーズ※、LS-SLシリーズ※

（※はZ9000/9500・ZX9000/9500のみ対応。☆はZ3500・ZH500・ZV500・ZH7000・Z7000・Z8000・ZH8000・ZX8000のみ対応）
- USB HDD（USB 2.0接続）※対応機種：X1・Zとつく全機種・Hとつく全機種・Rとつく全機種
  - 東芝：THD-50A1※
  - アイ・オー・データ機器：HDCN-Uシリーズ☆、HDCN-UAシリーズ、HDC-Uシリーズ☆、RHD-UXシリーズ☆、RHD-UX320A/UX500A、HDC-UXシリーズ☆、HDC-UX320A/UX500A☆
  - バッファロー：HD-AVU2シリーズ※、HD-AVU2/Aシリーズ※、HD-CBU2シリーズ※、HD-CLU2シリーズ、HD-CEU2シリーズ☆、HD-HSSU2シリーズ☆、HD-HSU2シリーズ☆、HD-HESU2シリーズ、HD-ESU2シリーズ☆

（※はX1・Z9000/9500・Z1・ZX9000/9500・H1・HE1・H9000・R1・RE1・R1BDP・RX1・R9000のみ対応。☆はZ3500・ZH500・ZV500・ZH7000・Z7000・Z8000・ZH8000・ZX8000のみ対応）
- USBハブ　※対応機種：Z9000/9500・Z1・ZX9000/9500・H1・HE1・H9000・R1・RE1・R1BDP・RX1・R9000
  - バッファローコクヨサプライ：BSH4A01シリーズ
  - アイ・オー・データ機器：USB2-HB4R
- ハイビジョンHDDレコーダー（i.LINK接続）※対応機種：Z3500・ZH500・ZV500・ZH7000・Z7000・Z8000・ZH8000・ZX8000
  - アイ・オー・データ機器：Rec-POT Rシリーズ、Rec-POT EXシリーズ
- デジタルハイビジョンレコーダー（HDMI接続）※対応機種：全シリーズ
  - 東芝「レグザブルーレイ」：RD-X10、RD-BZ800、BZ700、BR600、D-BZ500
  - 東芝「VARDIA」：RD-A301、RD-A600、RD-A300、RD-X9、RD-S1004K、RD-S304K、RD-E1005K、RD-E1004K、RD-E305K、RD-E304K、RD-E3022K、D-BW1005K、D-B305K、D-B1005K、D-W250K、RD-X8、RD-G503、RD-E303、RD-S503、RD-S303、RD-X7、RD-S502、RD-S302、RD-E302、RD-S601、RD-S301、RD-E301、D-H320RD-X7、RD-S601、RD-S502、RD-S301、RD-S302、RD-E301、RD-E302 ※RD-A600とRD-A300は、HDMI連動機能対応にバージョンアップ後のものに限る。
- ノートPC(HDMI接続) ※対応機種：全シリーズ
  - 東芝「dynabook」：TX/67KBL、TX/66KWH、TX/66KBL、TX/66KPK、TX/65KWH、TV/68KBL、TV/64KWH、TV/64KPK、CX/47KWH、TX/66PLWH、TX/66LWH、TX/66LBL、TX/66LPK、TV/64LWH、TV/64LBL、TV/64LPK、CX/47LWH TV/68J2、TX/67J2、TX/66J2、TX/66J2BL、TX/66J2PK、TX/66J、CX/47J、CX/45J、AX/54G、AX/53G、AX/53GBL、AX/53GPK、AX/55F、AX/54F、AX/53F、AX/55FBL、AX/53FBL、AX/53FPK、TX/68H、TX/67H、TX/66H、TX/66HBL、TX/66HPK、TX/67G、TX/66G、 TX/66GBL、TX/66GPK、TX/68F、TX/67F、TX/66F、TX/66FBL、TX/66FPK、CX/48H、CX/47H、CX/45H、CX/48G、CX/47G、CX/45G、CX/48F、CX/47F、CX/45F
  - 東芝「dynabook Qosmio」：GX/G8K、GX/G8J、FX/G7J、GX/G8H、GX/79G、FX/G7H、FX/77G
  - 東芝「Qosmio」：G60/97K、G65/97L、V65/88L、V65/86L、G50/98J、G50/96J、F50/86J、G50/98H、G50/97H、G50/96H、G50/98G、G50/97G、F50/86H、F50/88G、F50/86G、G40/97D、G40/97E、G40/98E
- HDD内蔵ムービーカメラ（HDMI接続）※対応機種：全シリーズ
  - 東芝「gigashot」：GSC-A100F、GSC-A40F
- オーディオシステム（HDMI接続）※対応機種：全シリーズ
  - ヤマハ：YSP-600、YSP-AX763、YSP-LCP4000、YSP-LC4000、YSP-4000、YSP-3000、YSP-LC3000、YSP-LCW3000、YHT-S350（おまかせサラウンド対応：ZX9000、Z9000、H9000、R9000、CELLレグザ）
  - オンキヨー：TX-SA606X、TX-SA605（N）、TX-SA605（S）、TX-SA705（N）、TX-SA805（N）、TX-NA905（N）、DTX-5.8、DTX-7.8、DTX-8.8、DTC-9.8、CB-SP1380+DHT-9HD
  - デノン：AVP-A1HDSP、AVC-A1HDSP
- SDメモリーカードワンセグ番組再生対応　※対応機種：Z1・ZH（42ZH7000は除く）・ZX、Z7000・8000・9000・9500
  - 東芝「au携帯電話」：T003/T002/T001/biblio/W65T（Z1・ZX9000/9500・Z9000/9500のみ対応）、W64T/W62T/W61T/W56T/W54T/W53T/W52T
  - 東芝「ソフトバンク携帯電話」：921T/920T/912T
  - 東芝「gigabeat」：V41（L/N/K）、V81（K）（ZH500・ZH7000（42ZH7000を除く）・Z8000・ZH8000・ZX8000のみ対応）
  - 東芝「ポータロウ」：SD-P73DTW、SD-P93DTW（Z1・ZX9000/9500・Z9000/9500のみ対応）
- レグザリンク・ダビング（LANケーブルで接続。レグザ→レグザブルーレイやバルディアにハイビジョン画質のままTSモードで無劣化移動）※対応機種：X1/Z1/RE1/HE1/H1/R1/ZX9500/ZX9000/Z9500/Z9000/ZX8000/ZH8000/Z8000/ZH7000/Z7000/ZH500/ZV500
  - 東芝「レグザブルーレイ」：RD-X10、RD-BZ800、BZ700、BR600
  - 東芝「レグザDVDレコーダー」：RD-Z300
  - 東芝「VARDIA」：RD-X9、RD-S1004K、RD-S304K、RD-X8、RD-S503、RD-S303
    - レグザリンク・USBダビング（USB-HDDにダビング）※対応機種：レグザリンク・ダビング対応機種に加え、H9000・H8000・RX1・R9000・R1BDP
- DTCP-IP対応サーバー（LAN）※対応機種：X1・Z1・ZH・ZV・ZX、Z7000・8000・9000・9500、H1・HE1・R1・RE1
  - アイ・オー・データ機器：HVL1-Gシリーズ、HVL4-Gシリーズ
  - バッファロー：LS-XHLシリーズ（X1・Z1・ZX9000・9500、Z9000・9500、H1・HE1・R1・RE1のみ対応）
- eSATA HDD（eSATA接続）※対応機種：RH500・FH7000・H7000
  - アイ・オー・データ機器：RHD-UXシリーズ（RHD-UX1.5Tは非対応）、RHD-UXAシリーズ、RHD-320A/500A、HDC-UXシリーズ、HDC-UXAシリーズ

## レグザリンクでできる機能
HDMI連動（全機種）
- 同社ブレーレイディスクレコーダー「レグザブルーレイ」やデジタルハイビジョンDVDレコーダー「VARDIA」と接続するとBD・DVDソフトや録画番組の再生、レグザの番組表からの録画予約、直接予約ができる。「見ながら選択」の機能を使って、番組を見ながら選局や録画番組の選択・再生もできる。またレコーダー側の電源を入力切替時に起動させることが可能である。また地上アナログ受信チャンネル（1〜12chのみ）及び番組表の設定を取得して、チャンネル設定を簡単に行える。
- 同社AVノートPC「Qosmio」やノートPC「dynabook」「dynabook Qosmio」と接続すると、リモコンでパソコンを操作することができる。電源のON/OFFや再生・一時停止、早戻し・早送りなどの基本操作や保存された映像や音楽・写真の鑑賞、HD DVDやブルーレイ、DVDソフトの再生ができる。またパソコンの視聴に最適の映像設定を自動的に行ってくれる。
- ヤマハ製・オンキヨー製・デノン製のオーディオシステムの電源ON/OFF、入力切替、音量調整などをリモコンでできる。またオンキヨー製と接続した時に限り、音声と映像の時間ズレ（Lip Sync）を自動的に補正できる。
- 同社HDD内蔵ムービーカメラ「gigashot」と接続すると電源が自動的にONになり、そのままリモコンで撮影した映像や写真再生が大画面で楽しめる。

LAN/USB ※LAN対応機種：Z・Z1・ZH・ZV・ZX  USB対応機種：X1・Z・Z1・ZX9000/9500・H1・H8000・HE1・H9000・R1・RE1・R1BDP・RX1・R9000
- LAN/USB接続の外付けハードディスクを接続するだけで、ハイビジョン録画・再生ができる。録画や再生の操作はテレビのリモコンでできるので、まるで録画機能を内蔵したかのように快適に操作することができる。
- 録画予約は、レグザの番組表でできる。またドラマなど毎回の放送を自動的に録画予約できる「連ドラ予約」、途中で見るのを止めても次回再生時に続きから再生を開始する「レジューム再生」、録画中の番組を終了を待たずに視聴できる「追っかけ再生」も可能。
- USB HDDは最大8台まで登録可能で、Z9000/9500・Z1・ZH・ZV・ZX・H1・HE1・H8000・H9000・R1・RE1・R1BDP・RX1・R9000はUSBハブを使用することで最大4台までの同時接続ができ、大容量録画が可能（X1は最大2台まで同時接続が可能）。LAN HDDはスイッチングハブを使用して最大8台まで同時接続できる。

レグザリンク・ダビング
- 録画機能のあるレグザ（TV）から東芝の対応レコーダーに、番組をハイビジョン画質のTSモード（放送そのまま画質）にて無劣化移動（ダビング）できる機能。レグザとレグザブルーレイやバルディア対応機種をLANケーブルで接続することで、レグザ（TV）の外付け・内蔵HDDに録画した番組を移動し、BDに保存可能。コピーワンスにも対応している。

アナログダビング
- 録画機能のあるレグザ（TV）からレコーダーに番組をダビングできる機能。コンポジットケーブル（黄赤白ケーブル）で接続し、標準画質で番組を移動（ダビング）できる。移動できるのはダビング10番組に限られ、保存もDVDにしかできない。対応機種はHDDへの録画機能があるレグザだが、ZG2、ZP2、Z2、RB2は未対応。他社のレコーダーにも移動は可能である。

DLNA ※対応機種：X1・Z・Z1・ZH・ZV・ZX・H1・HE1・R1・RE1
- DLNA対応の東芝製のHDD&DVDレコーダーやPCなどとLAN接続することで、保存された動画や静止画などをテレビの画面で視聴することができる。DTCP-IP規格にも対応しており、著作権保護されたデジタル放送の番組も視聴できる。
- USB/LANハードディスクや内蔵HDDに録画した番組をDTCP-IP対応サーバーにダビングし、別の部屋にあるDTCP-IP対応のテレビで視聴したり、同社デジタルハイビジョンレコーダー「VARDIA」のハードディスクにダビングし、さらに移動（ムーブ）によりDVDへの保存も可能。